# Alex Miller
Alex Miller (Glasgow, 4 juli 1949) is een Schots voormalig voetballer die als verdediger speelde.

## Carrière
Miller begon zijn carrière in 1968 bij Rangers FC. Met deze club werd hij in 1975, 1976 en 1978 kampioen van de league. In 1972 werd de Europacup II gewonnen.